# Nikólaos Pláton
Pour les articles homonymes, voir Platon (homonymie).
Nikólaos Pláton (en grec moderne : Νικόλαος Πλάτων), né le 8 janvier 1909 sur l'île de Céphalonie et mort à Athènes le 28 mars 1992, est un archéologue grec. Il est à l'origine de la découverte du palais minoen de Zakros, en Crète.

## Jeunesse
Il étudie à l'Université d'Athènes, au département Littérature et Archéologie. Il complète son doctorat à l'École pratique des hautes études de Paris.

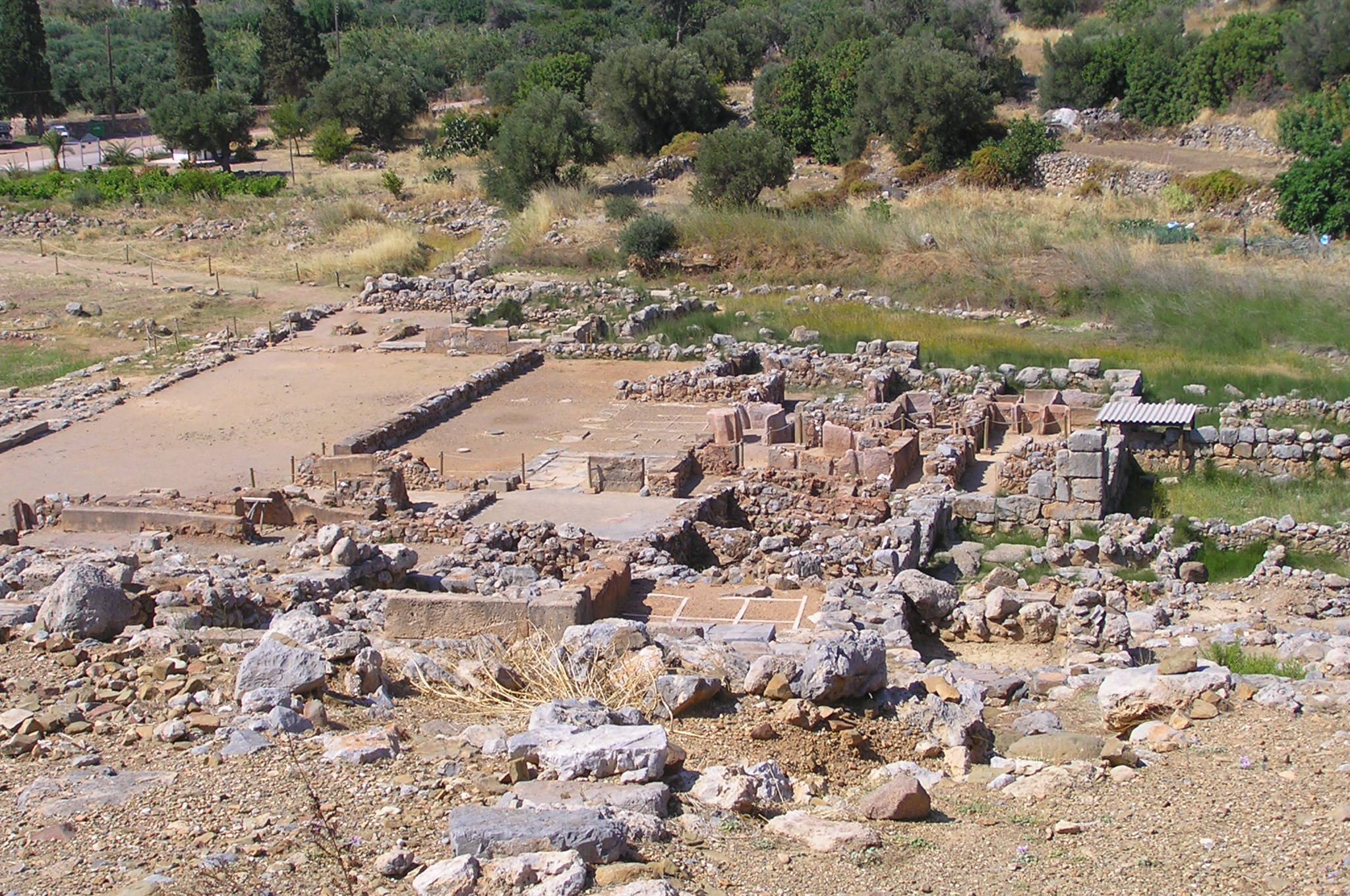
Ruines du Palais de Zakros

## Carrière
Il commence sa carrière d'archéologue en 1930 comme assistant au Musée archéologique d'Héraklion. En 1937, il revient à Paris pour poursuivre ses études et en 1939, à son retour en Crète, il devient directeur du musée archéologique d'Héraklion et prend la direction des recherches dans la partie orientale de la Grèce. C'est durant cette période qu'il découvre Zakros et s'attache à exposer ses découvertes au musée d'Héraklion.
De 1960 à 1962, Nikólaos Pláton est nommé directeur du département archéologique d'Athènes et du musée de l'Acropole d'Athènes. En 1962, il est responsable du département archéologique de Béotie et réalise d'importantes fouilles à Thèbes. En 1965, il devient maître de conférences à l'Université Aristote de Thessalonique. En 1974, il prend à nouveau cette charge, mais cette fois-ci en Crète, dans la toute nouvelle Université de Crète à Réthymnon, où il réalise la plupart de ses ouvrages sur la civilisation minoenne, jusqu'en 1981.

## Apport à l'archéologie crétoise
Il est à l'origine de l'élaboration d'une chronologie de la période minoenne, reposant sur les différentes étapes de développement des centres palatiaux minoens, tels que Cnossos, Phaistos, Malia ou Zakros. Il divisa ainsi l'histoire minoenne en quatre périodes : pré-palatiale, proto-palatiale, néo-palatiale et post-palatiale. Il basa son système de datation sur les découvertes et sur l'art minoen contrairement au système de construction/destruction des palais d'Arthur Evans. 
Peu de temps avant sa mort, il fut honoré par l'Académie d'Athènes et par les États grec et italien.

## Publications
- La Civilisation égéenne, éditions Albin Michel (Fr), 1981 puis réédité en 2000 en 2 tomes.
- (en) Zakros, The Discovery of a Lost Palace of Ancient Crete, éd. Hakkert, 1971. (ISBN 9025608655)